# Hippopus hippopus
Espèce
Synonymes
- Chama hippopus Linnaeus, 1758[2]
- Chama asinus Barbut, 1788[2] [3]
- Tridachnes ungula Röding, 1798[2] [3]
- Hippopus brassica Bosc, 1801[2] [3]
- Hippopus maculatus Lamarck, 1801[2] [3]
- Hippopus equinus Mörch, 1853[2] [3]

Statut de conservation UICN

 CD  : Dépendant de la conservation
(appellation d’avant 2001)
Hippopus hippopus est une espèce de mollusques bivalves de la famille des Cardiidae, appartenant au sens large au groupe des « bénitiers ». On l'appelle parfois « bénitier sabot de cheval » (traduction de son nom scientifique) ou « bénitier roulant » (du fait de sa mobilité). 

## Description et caractéristiques
Les deux valves, de forme grossièrement triangulaire, sont très inégales, l'une largement plus creuse que l'autre ; toutes deux sont marquées de côtes anguleuses, souvent maculées de rouge ou de rose ; l'ouverture byssale est étroite, et à l'âge adulte le byssus a régressé, laissant l'animal libre (il peut se déplacer en roulant par contractions). Le manteau est opalescent (la couleur, souvent jaune-vert, dépendant de l'environnement), et parcouru de légers motifs striés ; il ne dépasse pas de la coquille contrairement à ce qu'on observe souvent chez les bénitiers du genre Tridacna, et celle-ci peut se fermer presque hermétiquement. La taille adulte est comprise entre 25 et 40 cm, voire 50 cm. La maturité est atteinte vers 15 cm. 

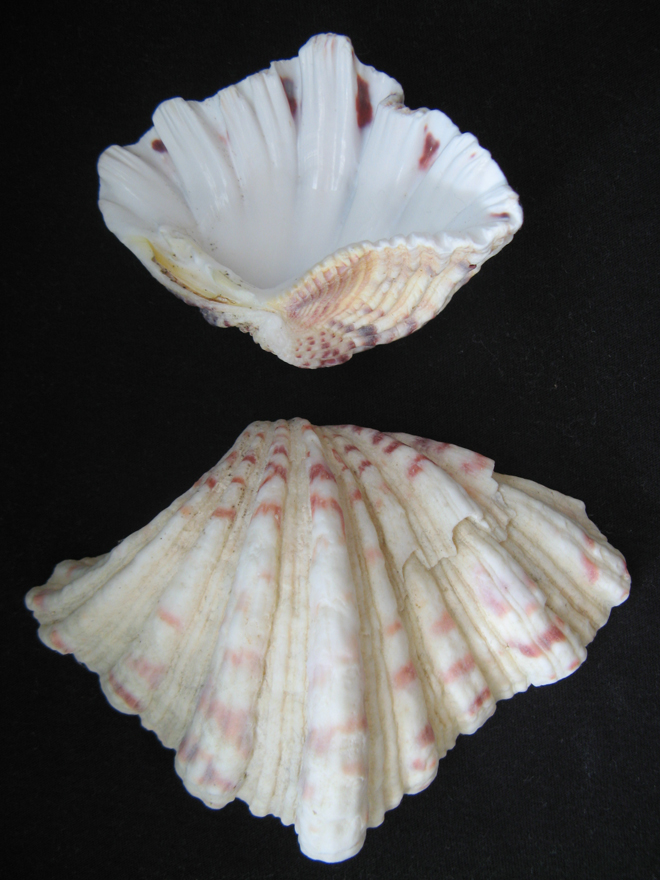
Coquilles
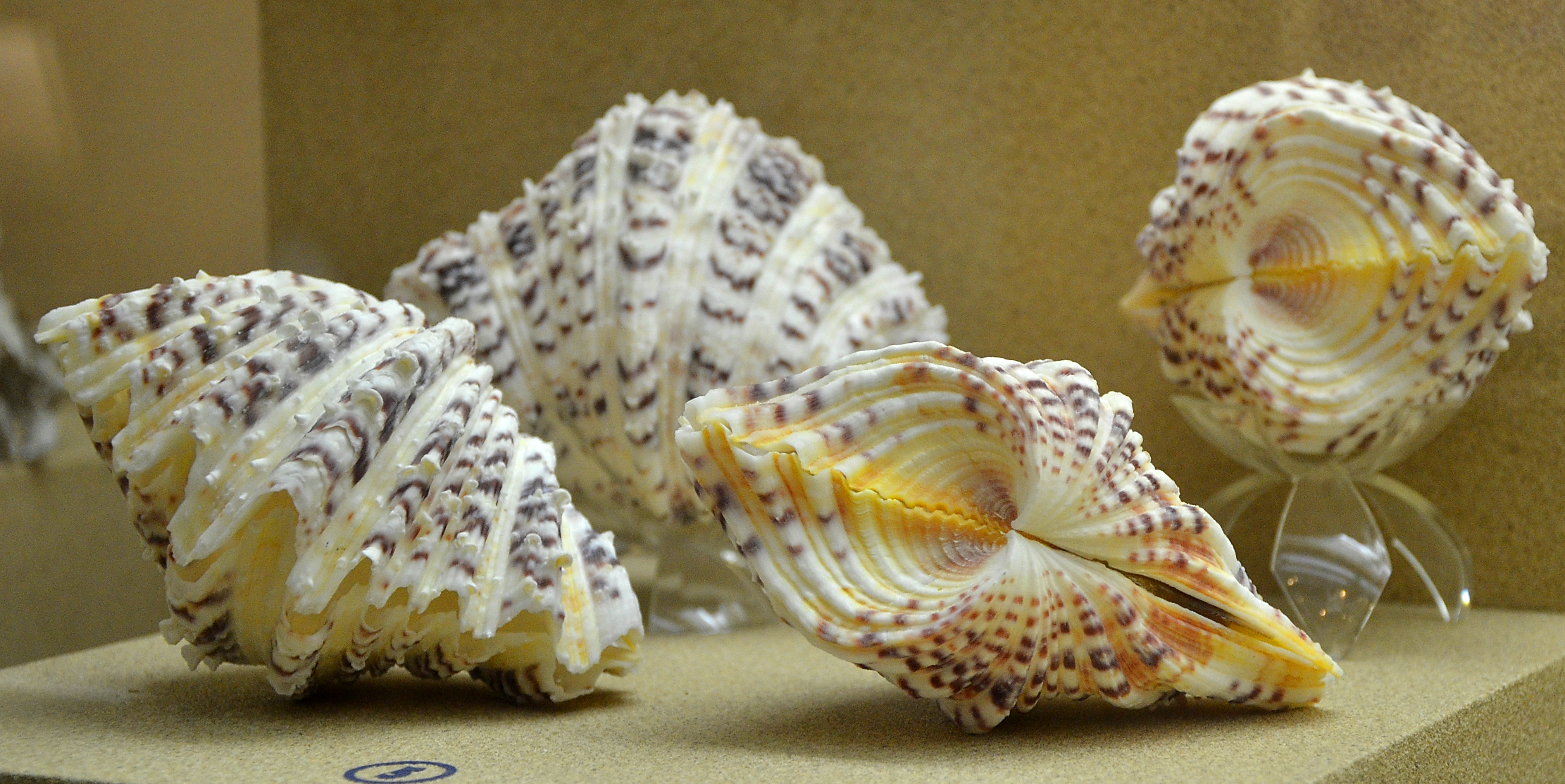
idem
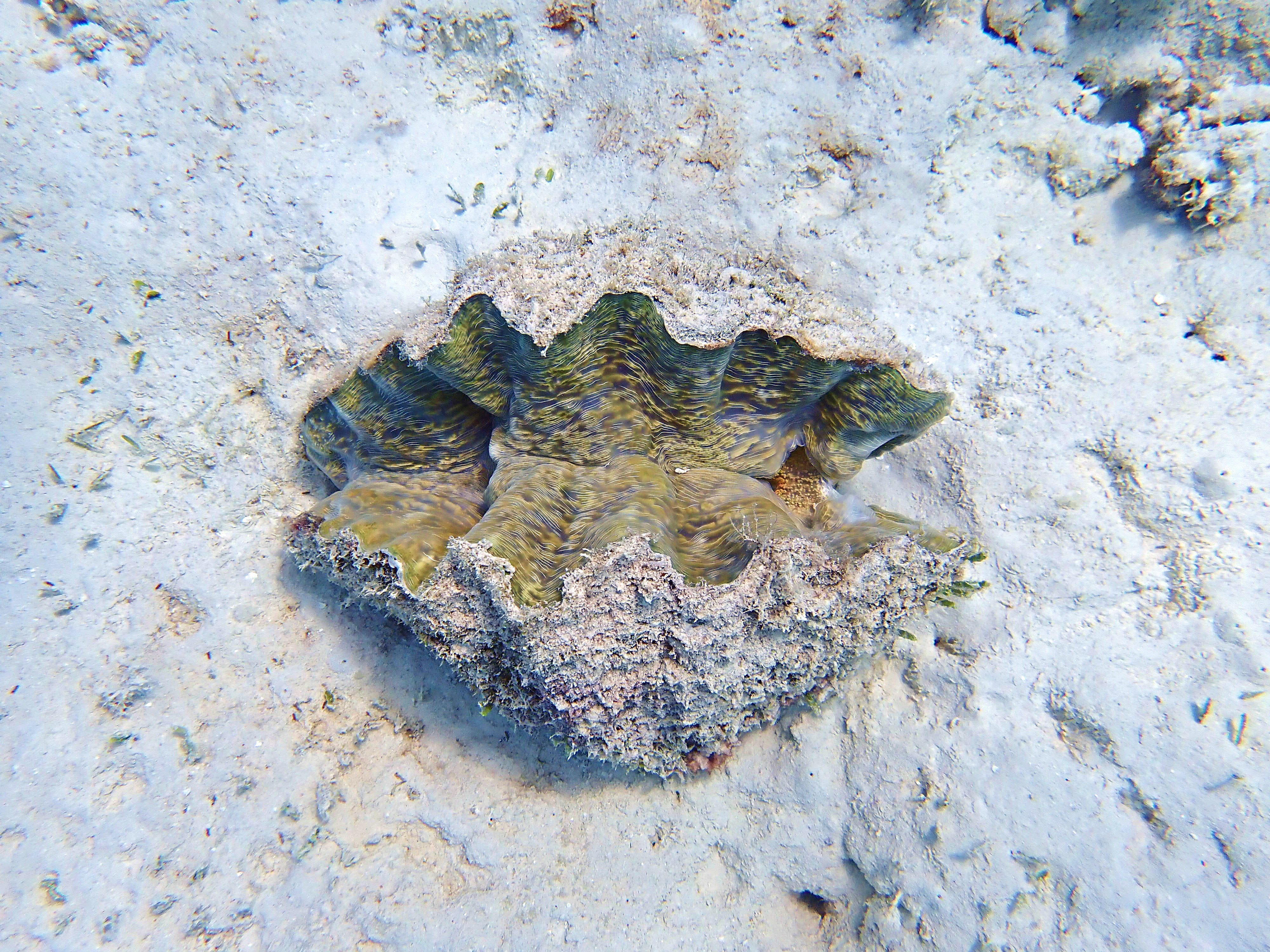
Spécimen vivant, vu du dessus

## Habitat et répartition
C'est une espèce qui vit posée sur le sable (préférentiellement du sable blanc fin et propre), jusqu'à une trentaine de mètres de profondeur maximum, et qui demeure mobile toute sa vie contrairement aux bénitiers du genre Tridacna. 
On la trouve essentiellement dans l'océan Pacifique ouest et la région indonésienne ; elle est signalée à Madagascar sans certitude ; sa présence dans l'océan Indien est considérée comme douteuse par l'IUCN. Elle est signalée avec certitude dans les pays suivants : Australie, Fidji, Guam, Îles Cook, Îles Mariannes du Nord (États-Unis), Îles Marshall, Îles Salomon, Inde, Indonésie, Japon, Kiribati, Malaisie, Micronésie, Myanmar, Palau, Papouasie-Nouvelle-Guinée, Philippines, Samoa, Samoa américaines, Singapour, Taïwan (République de Chine), Thaïlande, Tonga, Tuvalu, Vanuatu, Viet Nam. 

## Biologie
Comme les bénitiers, c'est un animal filtreur, qui se nourrit en grande partie de la matière organique en suspension dans l'eau (matière dissoute, plancton, débris microscopiques...) ; il complète ce régime grâce à une association avec une algue symbiotique (Symbiodinium microadriaticum) qu'il cultive et entretient dans son épiderme exposé au soleil (d'où la posture toujours ouverte vers le haut de cet animal), et qui lui fournit sucres et protéines complexes en échange d'un habitat favorable et de matière organique fertile. Ce coquillage a donc un besoin vital de lumière pour survivre, ce qui explique son mode de vie (profondeur, substrat, posture...). 

## Relation aux humains
C'est une espèce absolument inoffensive. 
Elle est souvent collectée pour sa belle coquille ou pour sa chair ; cependant sa croissance très lente rend ce type de pêche peu durable, car les stocks peuvent mettre plusieurs décennies à se régénérer après une unique séance de récolte. En conséquence, l'espèce est classée sur la Liste rouge de l'UICN, et figure à l'annexe de la Convention sur le commerce international des espèces de faune et de flore sauvages menacées d'extinction. L'espèce serait même déjà totalement éteinte dans plusieurs pays du Pacifique. 
Elle peut être élevée pour le commerce (aquariophile ou alimentaire), mais est considérée dans les deux cas comme moins intéressante que les espèces du genre Tridacna.